# Agent wpływu
Agent wpływu – osoba, która subtelnie i zręcznie wykorzystuje swoje stanowisko, możliwości, władzę i wiarygodność do promowania interesów obcego państwa, poprzez oddziaływanie na opinię polityków, dziennikarzy i grup nacisku, w sposób uniemożliwiający zdemaskowanie tego państwa.
Agentura wpływu to jeden z najskuteczniejszych i jednocześnie najtrudniejszych do wykrycia sposobów informacyjnego oddziaływania na przeciwnika. Osoba działająca jako agent wpływu jest odbierana w swoim bezpośrednim otoczeniu i społeczeństwie jako zwykły obywatel, który prywatnie, czasami publicznie głosi po prostu swoje poglądy. Gdy pojawia się spostrzeżenie, że są one zbieżne z linią polityczną innego kraju lub mogą wyglądać na przedłużenie działalności propagandowej tegoż kraju, przyjmuje się zwykle, że jest to po prostu zbieg okoliczności. Brak decyzji o bliższym przyjrzeniu się jego działaniom może spowodować duże szkody, szczególnie w sytuacji gdy jest on uznanym autorytetem lub wysokim urzędnikiem państwowym.
Do najważniejszych zadań agentury wpływu należy manipulowanie opinią publiczną innego kraju poprzez rozpowszechnianie odpowiednio przygotowanych informacji, w wielu przypadkach nie do końca prawdziwych lub zniekształconych. Działanie polega również na propagowaniu opinii i chwytliwych argumentów, które powodują, że fakty zaczynają mieć zupełnie inne znaczenie. Zadaniem agentów jest stworzenie odpowiednich opinii w środowisku, w którym działają na co dzień, posługując się specjalnymi „technikami zarządzania postrzeganiem”, co można określić jako fałszowanie rzeczywistości.
Głównym celem działalności tego rodzaju agentury jest wywieranie wpływu na instytucje polityczne i państwowe oraz na opinię publiczną w kraju, na terenie którego działa. Do tego celu wykorzystuje się często kontakty osobiste, stanowisko zawodowe i pozycję społeczną osoby zwerbowanej jako agent. Narzędziem realizowania działalności agentury wpływu mogą być również środki masowego przekazu. Jej działania realizowane są poprzez propagandę, dezinformację oraz dywersję polityczną. Agent wpływu może również wykonywać klasyczne zadania szpiegowskie, takie jak pozyskiwanie informacji niejawnych oraz pozyskiwanie współpracowników.